# جيسيبى دى فويديس
جيسيبى دى فويديس (بالإيطالية: Giuseppe De Feudis)‏ (10 يوليو 1983 ببولاتي في إيطاليا - ) هو لاعب كرة قدم إيطالي في مركز الوسط. لعب مع إنتر ميلان ونادي بادوفا ونادي تشيزينا ونادي تورينو ونادي كومو ونادي لوكيزي ونادي ليتشي وASD Victor San Marino ‏.

## روابط خارجية
- جيسيبى دى فويديس على موقع قاعدة بيانات كرة القدم.إي يو (الإنجليزية)
- جيسيبى دى فويديس على موقع Soccerway.com (الإنجليزية)
- جيسيبى دى فويديس على موقع AS.com (الإسبانية)